# Politian (п'єса)
«Політіан» (1835) — єдина п’єса Едгара Аллана По, написана в 1835 році, яка, проте, так і залишилась незавершеною.
П’єса є вигаданою версією справжньої події в Кентуккі: вбивства Соломона П. Шарпа Джеребоамом О. Бошампом у 1825 році. Цю подію назвали « Трагедія Кентуккі », і вона стала національним заголовком, чим і привернула кілька вигаданих уявлень. Втім По вирішив встановити свою версію в Римі 16-го століття. Едгар По написав п'єсу під час роботи з Southern Literary Messenger ( "Південний літературний посланець") і деяких особистих криз. Перша частина « Політика» була опублікована в цьому журналі в грудні 1835 року як «Сцени з неопублікованої драми». Друга частина була випущена в січні 1836 року. Проте п'єса так і не була завершена остаточно.
П'єса "Політик" не отримала хороших відгуків. Його провал спонукав Едгара По припинити писати довші твори і зосередитися на коротких оповіданнях .

## Дійові особи
Персонажі п'єси:
- Лалаге, підопічний сирота Ді Бройо.
- Алессандра, племінниця Ді Бройо; заручена з Кастільоне.
- Хасінта, служниця Лалаге.
- Герцог Ді Бройо.
- Кастільоне, син герцога.
- Сан-Оццо, супутник Кастільоне.
- Політіан, граф Лестер .
- Бальдазар, його друг; вигаданий персонаж.
- Монах .
- Уго, Беніто і Руперт, слуги Ді Бройо. [1]

## Короткий зміст сюжету
Подія розгортається в Римі 16-го століття. Кастільоне, син герцога, заручається зі своєю двоюрідною сестрою Алессандрою, чим розпалює ревнощі сироти Лалаге, підопічного свого батька. Лалаге зустрічає Політіана, графа Лестера, і після деякого флірту переконує його помститися Кастільоне. У драмі Політіан декламує поему « Колізей », яку Едгар Алан По опублікував раніше, у 1833 році.

## Аналіз
П'єса "Політіан" була написана чистими віршами  і стилізована за трагедіями якобівської епохи.  Політіан ставить під сумнів остаточність смерті або те, що станеться, коли життя закінчиться. Політіан пропонує сироті на ім’я Лалаге укласти угоду про самогубство, щоб вони могли зустрітися в потойбічному світі. 
Головний герой п'єси - Політіан - був названий на честь італійського поета, вченого та вчителя 15-го століття - Поліціано . 

## Натхнення

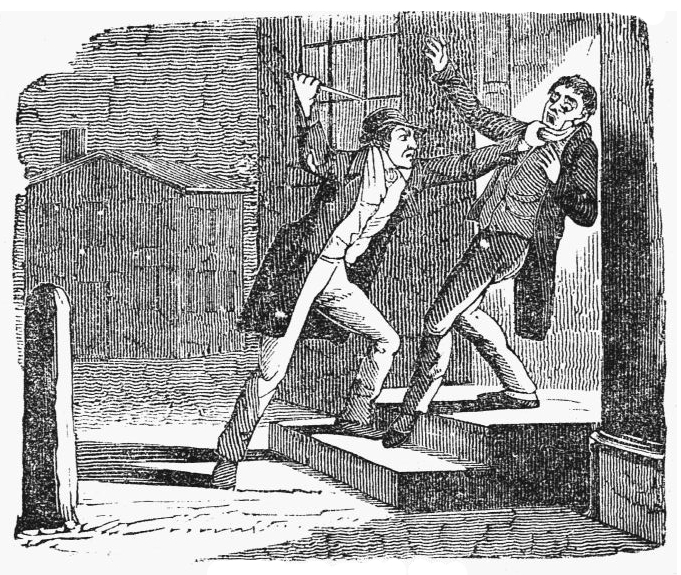
Політіан — це вигадана версія справжньої події - «Трагедія Кентуккі».

Едгар По драматизував вбивство, яке сталося 7 листопада 1825 року в Кентуккі .  Тоді Анна Кук з Франкфурта, штат Кентуккі, народила дитину від генерального соліситора штату Соломона П. Шарпа, проте вийшла заміж за Джеребоама О. Бошама в 1824 році. Кук попросила Бошама вбити Шарпа згідно з умовами шлюбної угоди. Той, у свою чергу, дотримав обіцянку, зарізавши Шарпа 5 листопада 1825 року. Під час суду про вбивство він не визнав себе винним, але був засуджений до страти. Кук зробила спробу самогубства, передозувавши лауданум напередодні страти Бошама, котрого повісили 7 липня 1826 року  Ця історія широко розповсюдилась у газетах.  В історії По використовувалися й інші реальні історичні особи, наприклад, граф Лестер виступає в ролі Бошама, а персонаж Балдасаре Кастільоне представляє Шарпа. 
Справжня подія - « Трагедія Кентуккі » - була вигадана в багатьох інших роботах. Серед них - « Конрад і Юдора» (1834) Томаса Холлі Чіверса, « Бошамп» (1842) Вільяма Гілмора Сіммса та « Світ досить і часу» (1950) Роберта Пенна. Уоррен .  Пізніше По вигадав іншу історію вбивства, що стала національним заголовком його новели « Таємниця Марі Роже ». 

## Історія публікації
Едгар По познайомився з Джоном П. Кеннеді, самим письменником. Це знайомство відбулось на самому початку письменницької кар’єри По. Кеннеді захоплювався його письменством, усіляко заохочував та пропагував його роботу серед видавців.  У 1835 році Кеннеді написав власнику Southern Literary Messenger у Річмонді, штат Вірджинія наступне: «Він працює над трагедією», через що він запропонував дозволити Едгару По щось зробити для журналу.  Видавець Томас Вілліс Уайт погодився, і першим внеском По в Messenger стала « Береніс » у квітні.  Починаючи з серпня, По був прийнятий як штатний письменник і критик. З березня по листопад того ж року Едгар По опублікував шість нових оповідань, а також трагедію, про яку згадував Кеннеді, « Політіан» . 
Оскільки « Політіан» та інші твори готувалися до друку, Едгар Алан По мав певні складнощі з залицянням своєї майбутньої дружини Вірджинії Клемм . Емоційно засмучений, він почав пити, через що Уайт звільнив його наприкінці вересня 1835 року  Уайт написав своєму другові, Люціану Мінору, котрий був прихильником поміркованості : «[По], на жаль, досить розсіяний. . . Крім того, він є заручником меланхолії. Я зовсім не здивуюсь, якщо почую, що він стане жерствою самогубства»  Перебільшення Уайта, можливо, породило чутки серед літературних діячів про те, що По не розумний.  Після звільнення Едгар По поїхав з родиною Клеммів до Балтімора, штат Меріленд,.
Уайт виявляв щиру турботу про благополуччя По і тому знову взяв його на роботу в жовтні, коли особиста криза Едгара минула. Уайт написав По: «Я думаю, що на тебе була надія. . . Якщо ви знову приїдете в Річмонд і станете моїм помічником, ви повинні особливо розуміти, що всі зобов’язання з мого боку будуть розірвані, як тільки ви нап’єтеся»  По повернувся до роботи в жовтні. Його звільнення спричинило скасування жовтневого номера « Південного літературного вісника», а листопадовий номер був перенесений на грудень.  Саме в цьому відкладеному номері вийшла перша частина «Політіана » під назвою «Сцени з неопублікованої драми».  Інша частина була опублікована в січні 1836 року  хоча вона так і не була повністю завершена. Можливо, тому, що він вважав п’єсу невдалою  або тому, що Кеннеді наполягав, щоб По зосередився на «намаганні від усього, що може принести гроші».  Повністю незавершений твір увійшов до збірки По «Ворон та інші вірші» 1845 року 
У 1923 році було розроблено плани постановки французького перекладу Politian гравцями Grand Guignol; Хоча стаття про проект була опублікована в New York Times, проект так і не був завершений.  Перший виступ оригінального тексту Едгара з Полициано був дан і після його складу, на 19 січня 1933 року за Вірджинії гравців Університету Вірджинії, під керівництвом Гаррі Роджерс Pratt ; Спонсором постановки виступило Товариство Ворона, група, яка займалася збереженням пам’яті По в закладі, який він недовго відвідував. 

## Реакція критиків
"Політіан" не отримав багато хороших відгуків. Беверлі Такер написав для Washington Telegraph, що він був розчарований після того, як По «навчив нас очікувати багато чого, оскільки його проза часто є дуже високою художньою поезією». 
Біограф По Джеффрі Мейерс звинувачує По в тому, що він недостатньо знав про Італію епохи Відродження і представив дерев’яного героя в мелодраматичному сюжеті в архаїчному стилі, який «не відповідає цій трагічній історії».  Незважаючи на те, що п’єса стала трагедією, Елізабет Барретт Браунінг написала, що « Політик змусить вас сміятися». 
Після прочитання « Політика» Кеннеді рекомендував По повернутися до написання віршів і оповідань .  По скористався порадою і зосередився на коротких творах після провалу як "Політіана", так і його єдиного роману «Оповідь про Артура Гордона Піма з Нантакета», що також призвело до його відмови від «Журналу Джуліуса Родмана» .  Він вирішив пристосуватися до літературного ринку, який тоді включав жваву газетну та журнальну індустрію в 1830-х роках. Як описав По багато років потому, він приєднався до «журнальної літератури — до короткої, лаконічної, своєчасної та легко розповсюдженої, надавши перевагу старим формам багатослівного, важкого й недоступного». 
У 1845 році По звинуватив Генрі Уодсворта Лонгфелло в друкованому вигляді в крадіжці цитати з Політіана з його власної п’єси «Іспанський студент» . 

## Зовнішні посилання
- Text of Politian [Архівовано 20 грудня 2021 у Wayback Machine.]
- "Poe's Politian and the Beauchamp–Sharp Tragedy" [Архівовано 20 грудня 2021 у Wayback Machine.] by William J. Kimball, from Poe Studies (1971)
- The Works of Edgar Allan Poe, Raven Edition, Volume 5 public domain audiobook at LibriVox